# Black Sand Basin
Black Sand Basin est un bassin rassemblant plusieurs sources chaudes situé dans le Upper Geyser Basin dans le parc national de Yellowstone aux États-Unis,. Les sources sont trop chaudes (93 °C) pour être utilisées comme des bains minéraux. En hiver, une piste de ski balisée relie le Old Faithful Visitor Center au Black Sand Basin.

## Histoire
Black Sand Basin s'appelait à l'origine Emerald Group, un nom qui lui a été donné par A.C. Peale en 1878 en référence à Emerald Pool, mais les touristes ont commencé à l'appeler Black Sand Basin et ce nom est resté. L'attraction principale du bassin était autrefois Handkerchief Pool (« mouchoir » en anglais) car les visiteurs laissaient tomber un mouchoir dans le bassin afin que les courants l'emportent et, après un court laps de temps, qu'il remonte à la surface, fraîchement nettoyé.

## Géographie
Le bassin porte le nom de « sable noir » (black sand en anglais) en référence à la couleur de l'obsidienne noire qui couvre une grande partie du bassin. Les sources chaudes du bassin sont Emerald Pool, Rainbow Pool, Sunset Lake, Opalescent Pool, Cinnamon Spouter, Jagged Spring, Ragged Spring, White Sand Spring et Green Spring, ainsi que Cliff Geyser et Spouter Geyser le long du ruisseau Iron Spring Creek. Le bassin est situé au pied des Rhyolite Cliffs.

## Galerie

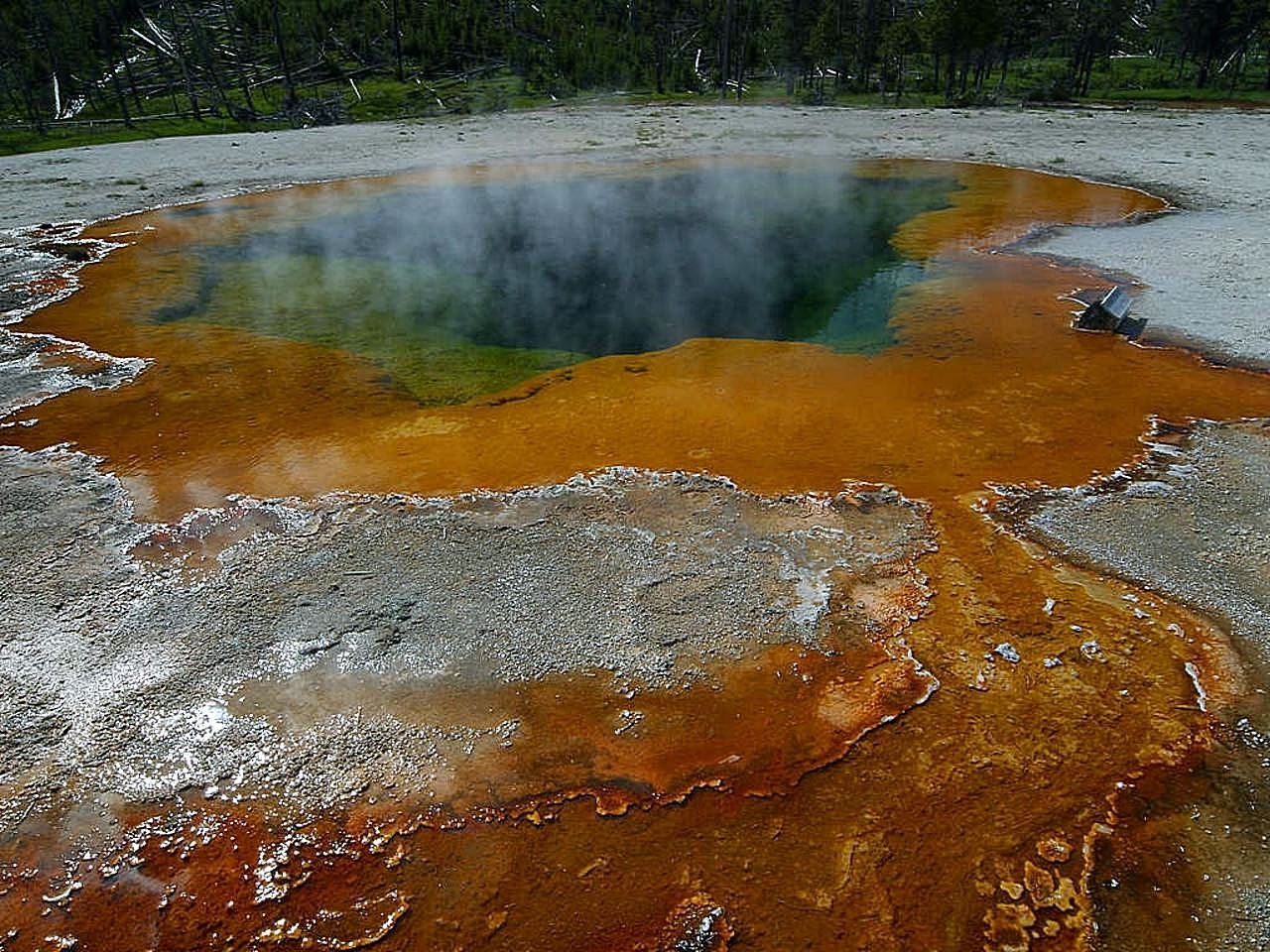
Emerald Pool.
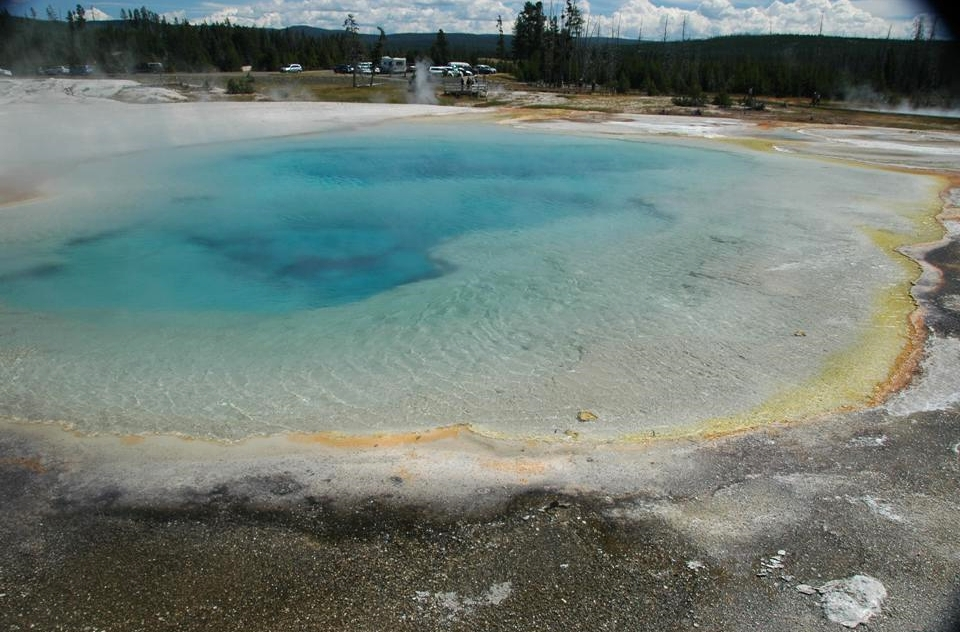
Rainbow Pool en 2012.
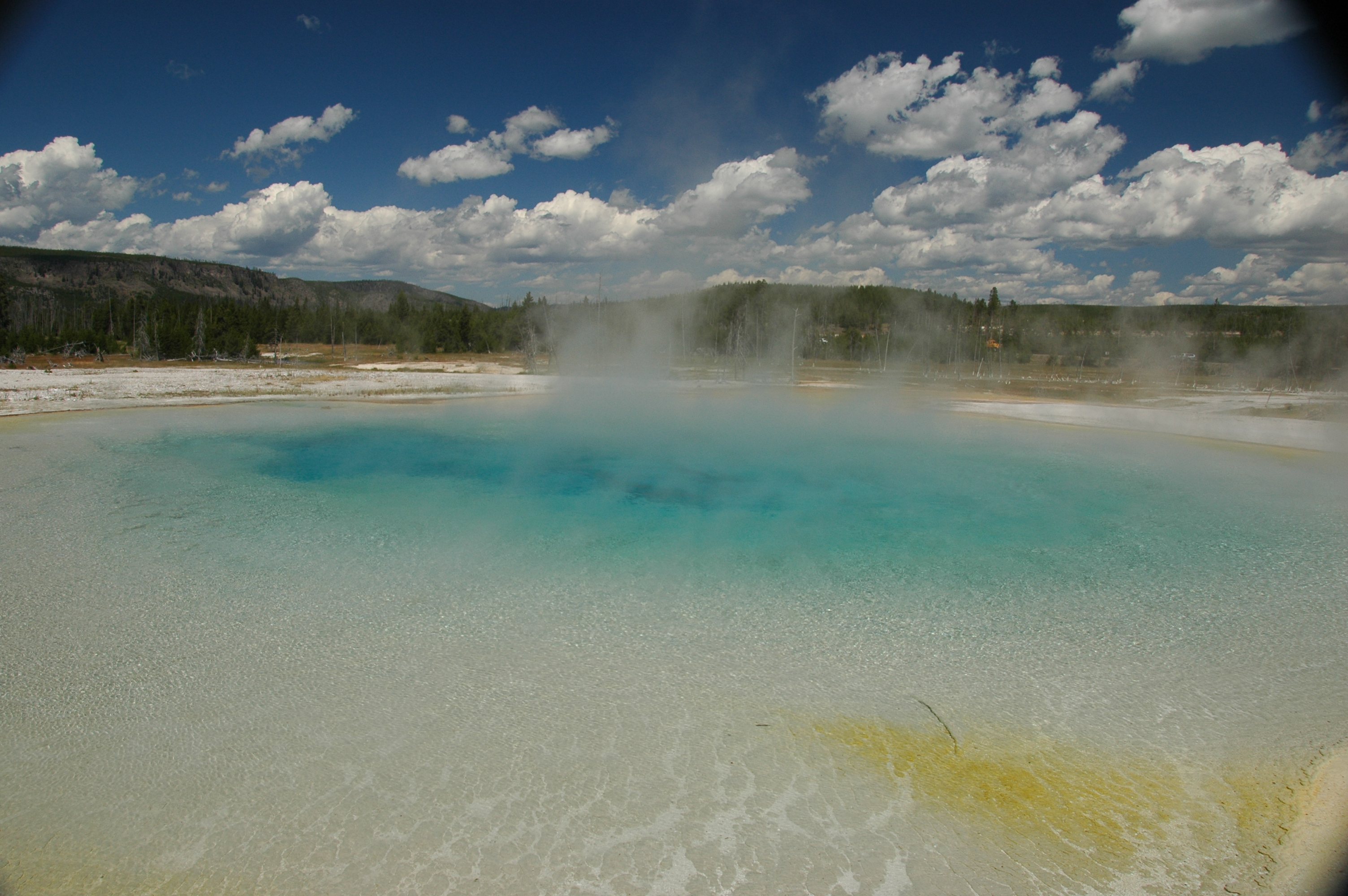
Sunset Lake en 2011.
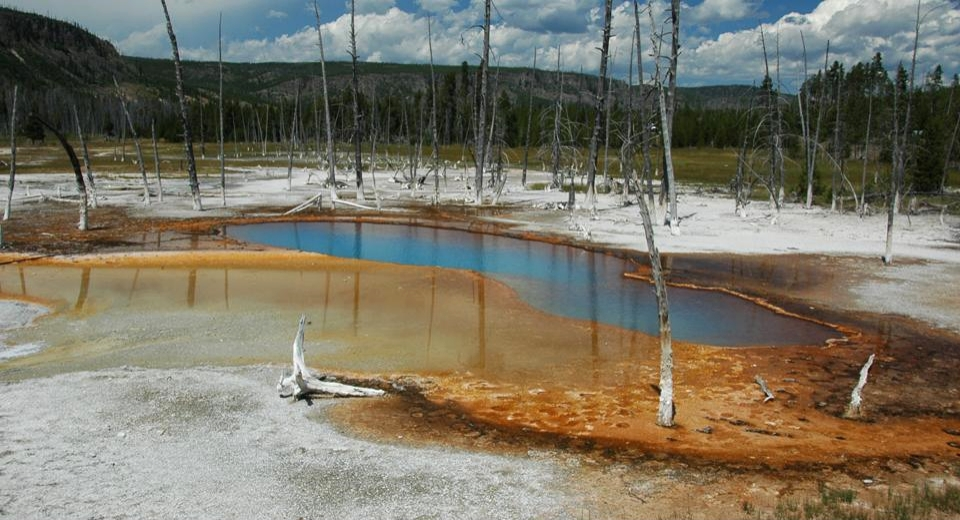
Opalescent Pool.
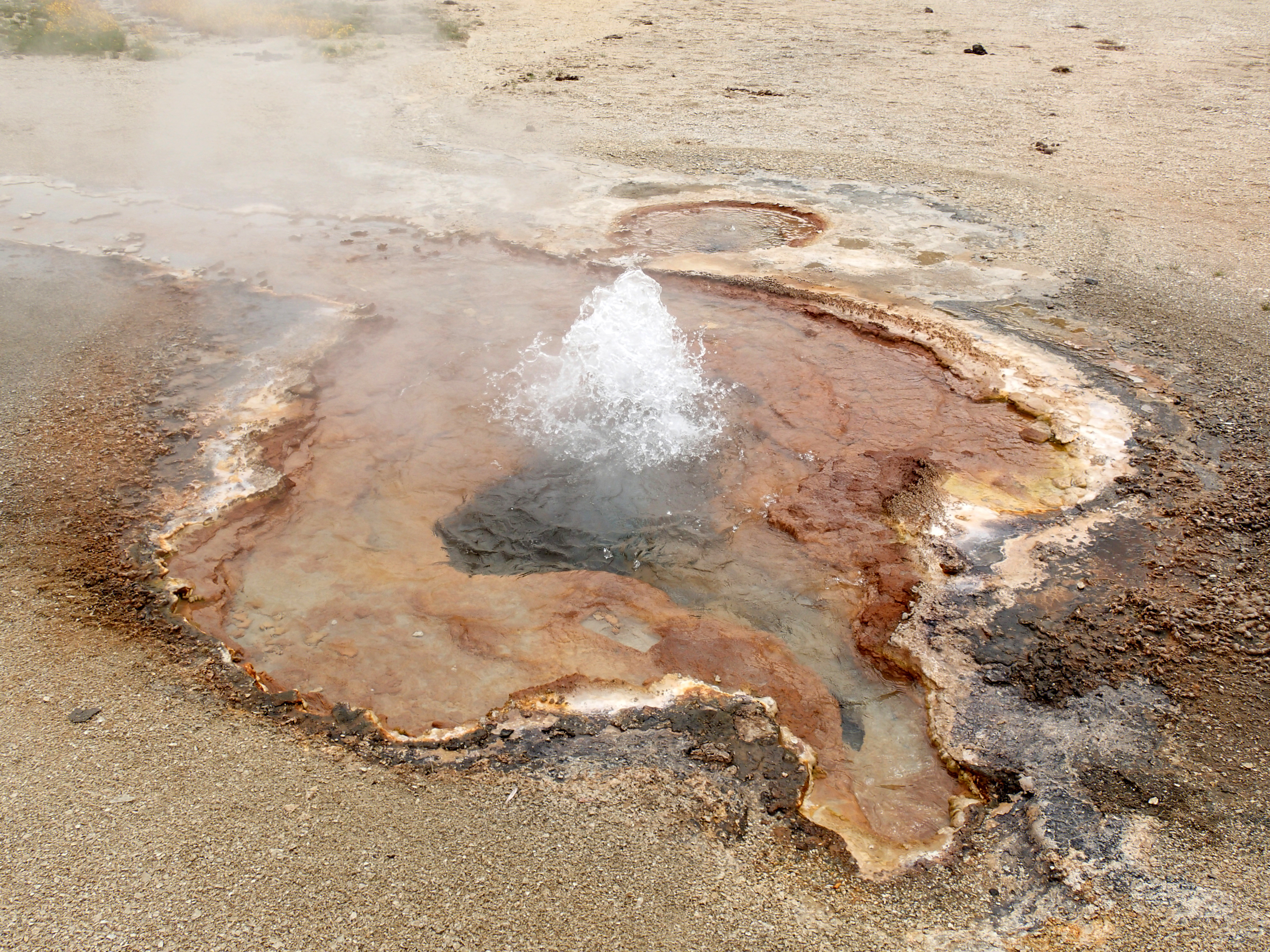
Cinnamon Spouter en 2014.
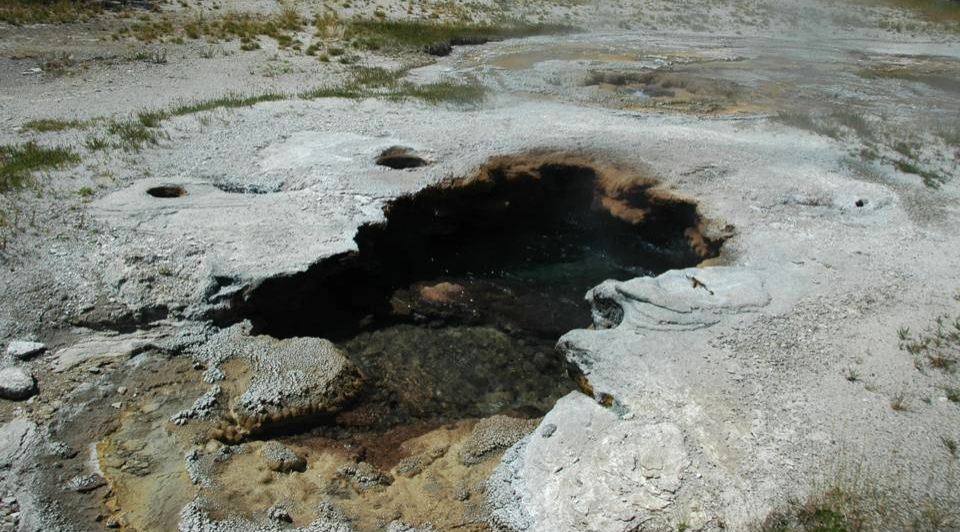
Jagged Spring en 2012.
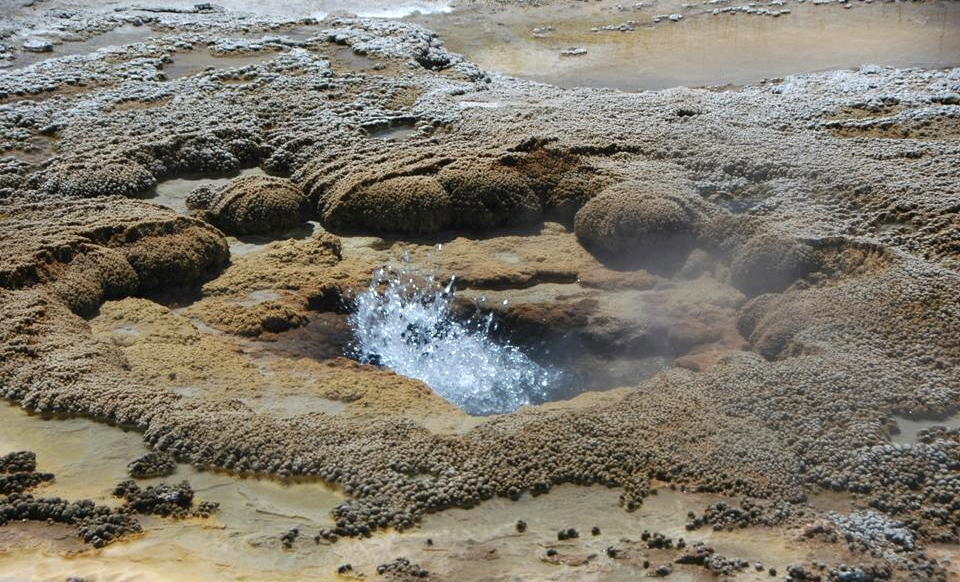
Ragged Spring en 2012.
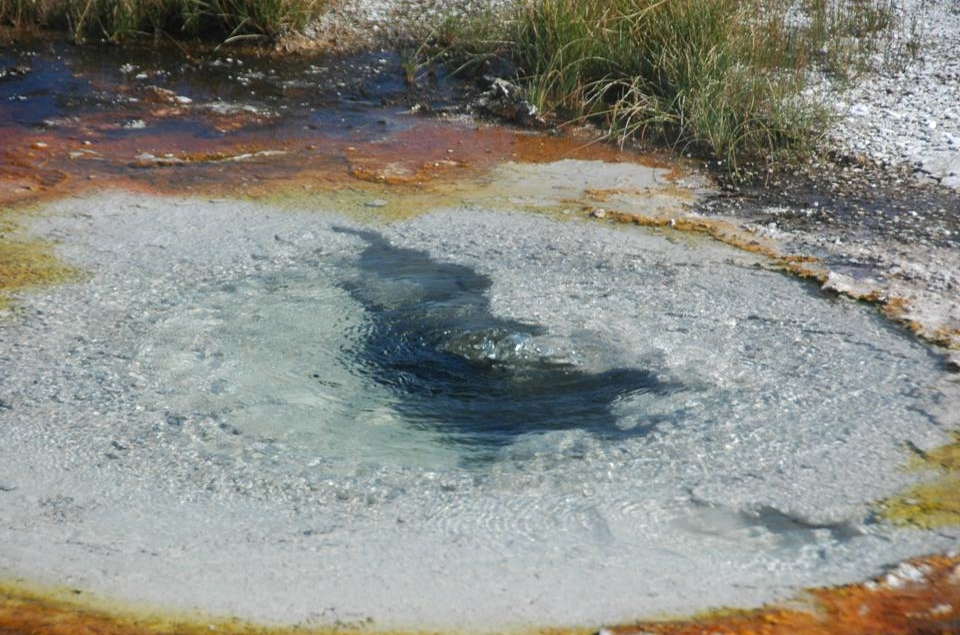
White Sand Spring en 2012.
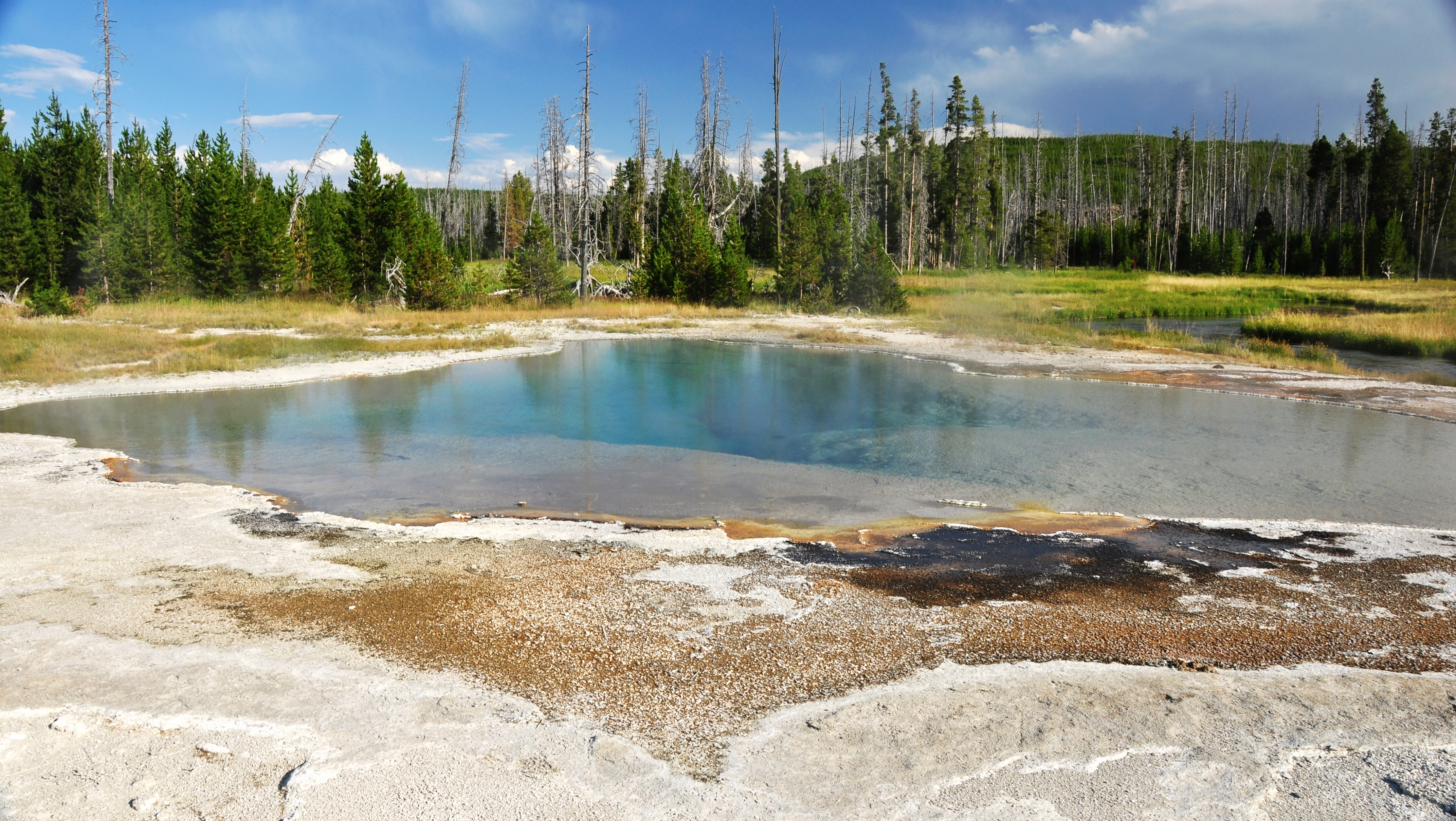
Green Spring en 2012.
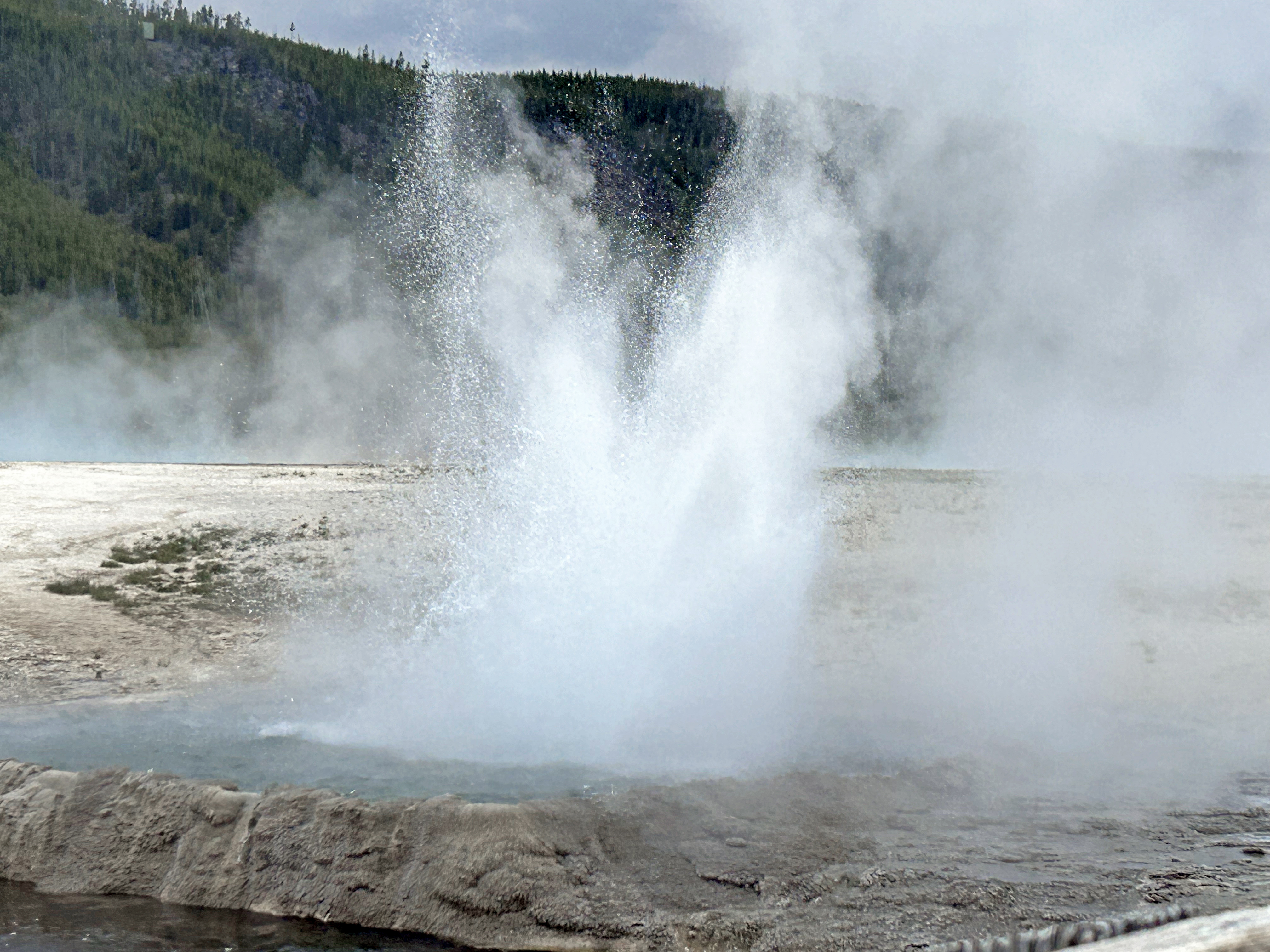
Cliff Geyser en 2023.
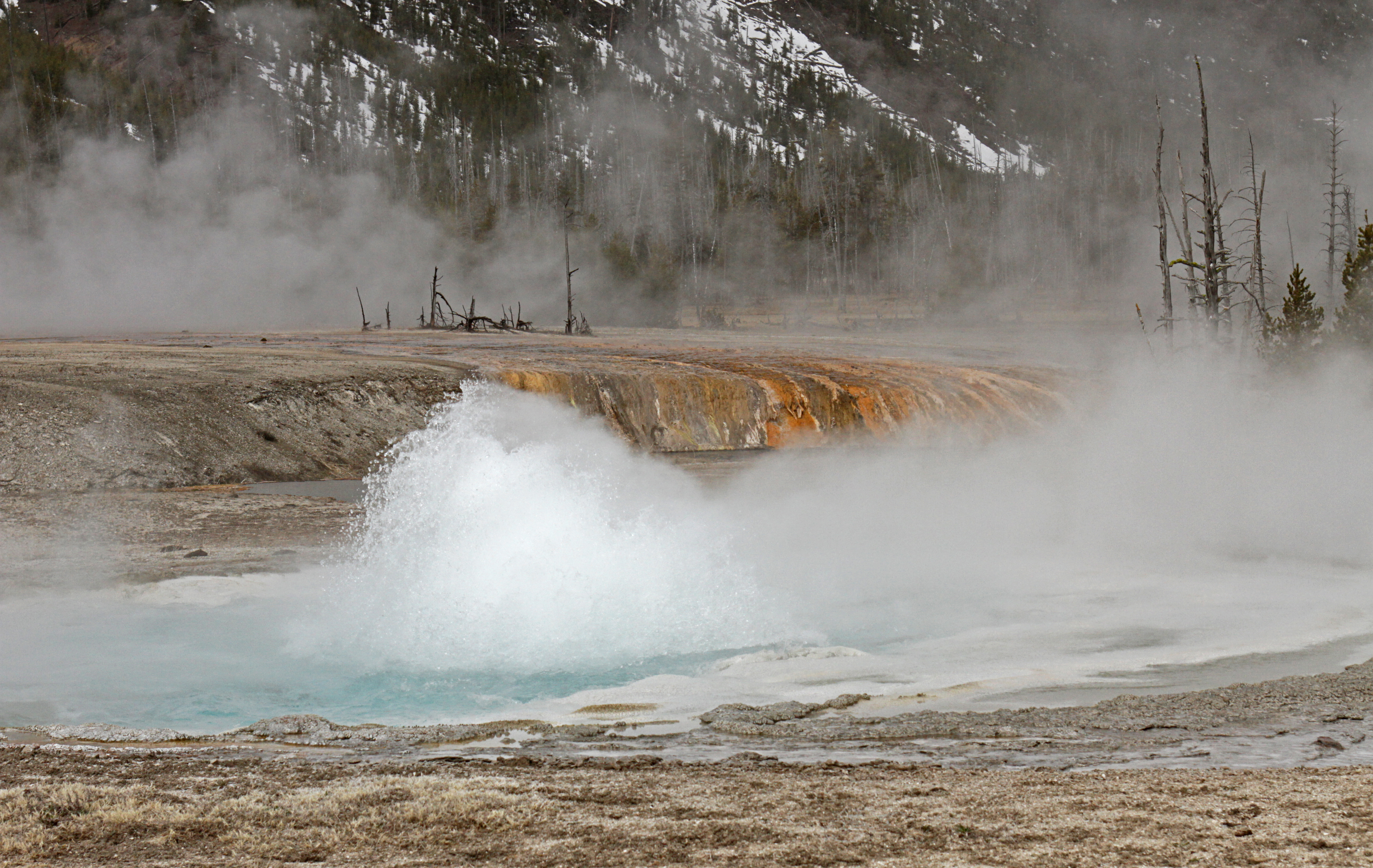
Spouter Geyser en 2015.